# もぎり
もぎり（捥り）とは、劇場・映画館・競技会場などの入場口や受付で、入場券の半券をもぎ取って箱に入れる（入場させる）ことを指す。

## 概要
本義は果樹から果実をもぎ取ることを指す。「無理に引きちぎる」という意味の他動詞「もぐ」（蝶の羽を〜）と、その自動詞「もげる」（人形の腕が〜）。ここから梨・林檎・柿などの「成熟した果実をひねり取って収穫する」という意味の他動詞「もぎる」が派生、その名詞形が「もぎり」である。
元は「大入りの観客を得る」ことを「大収穫を得る」にかけた演劇界の業界用語だったが、これが次第に大勢の観客が集まる他の分野へと波及した。
また上記のもぎりを行う係の者も「もぎり」と言われる。若い女性のもぎりのことを特に「もぎり嬢」ともいう。もぎりというと末端の仕事のようだが、そうでないこともある。例えば大相撲本場所の木戸口でもぎりをしているのは力士OBの親方たちである。